# Kroje III

Kroje III

Kroje IV

Kroje III – polski herb szlachecki, odmiana herbu Kroje.

## Opis herbu
Opis zgodnie z klasycznymi zasadami blazonowania:
W polu czerwonym trzy kroje w rosochę srebrne, nad jednym z górnym zaćwieczony takiż krzyżyk kawalerski. Klejnot: Ogon pawi. Labry czerwone, podbite srebrem.
Juliusz Karol Ostrowski rozróżnia dwa kierunki nadawane ostrzom i wariant z odwrotnym skierowaniem ostrzy niż prawoskrętne, nazywa Kroje IV.

## Najwcześniejsze wzmianki
Herb wzmiankowany po raz pierwszy przez Wijuka Kojałowicza (Herbarz rycerstwa Wielkiego Księstwa Litewskiego, połowa XVII wieku) i Kaspra Niesieckiego (Korona polska, I połowa XVIII wieku). Herb przysługiwał litewskiej rodzinie Kopeć.

## Herbowni
Jedna rodzina herbownych (herb własny):
Kopeć (Kopec).